# VOC-Maarssen
VOC-Maarssen is een Nederlandse volleybalvereniging uit Maarssenbroek.
De club werd in mei 1996 opgericht als fusie tussen VCM (opgericht in 1955) en OSM '75 (opgericht in 1976).  VOC-Maarssen staat voor VCM OSM '75 Combinatie Maarssen. VOC-Maarssen speelt zijn thuiswedstrijden op vrijdagavond of zaterdag in sporthal Bloemstede. Er wordt getraind door heel Maarssenbroek waaronder in sporthal Safari, waar alle jeugdteams en de meeste seniorenteams trainen. VOC-Maarssen telt 250 leden, waarvan 90 recreanten, 70 senior- en 80 jeugdleden. Het hoogste herenteam komt uit in de 3e divisie en het hoogste damesteam in de 1e klasse. Aan de jeugdcompetitie wordt meegedaan met 5 teams waarvan de Meisjes A uitkomen in de Hoofdklasse, de hoogste competitie voor jeugdteams.
De recreanten trainen op verscheidene locaties in de buurt. Veel recreanten nemen deel aan de recreantencompetitie.

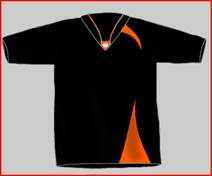
Het herentenue van VOC-Maarssen

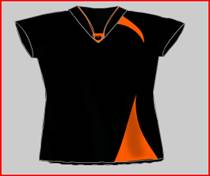
Het damestenue van VOC-Maarssen

## Competitieteams
VOC-Maarssen heeft een aantal teams, die in het seizoen 2016-2017 in de volgende competities spelen:
| Team        | Competitie  |
| ----------- | ----------- |
| Heren 1:    | 3e divisie  |
| Heren 2:    | 2e klasse   |
| Heren 3:    | 3e klasse   |
| Heren 4:    | 3e klasse   |
| Dames 1:    | 1e klasse   |
| Dames 2:    | 3e klasse   |
| Dames 3:    | 3e klasse   |
| Jongens A1: | 1e klasse   |
| Jongens B1: | 2e klasse   |
| Meisjes A1: | Hoofdklasse |
| Meisjes B1: | 1e klasse   |
| Meisjes C1: | 2e klasse   |